# Iso-Kontio (ö, lat 62,21, long 28,10)
Iso-Kontio är en ö i Finland. Den ligger i sjön Haukivesi och i kommunen Rantasalmi i den ekonomiska regionen  Nyslotts ekonomiska region  och landskapet Södra Savolax, i den sydöstra delen av landet, 280 km nordost om huvudstaden Helsingfors. Öns area är 2,7 hektar och dess största längd är 280 meter i öst-västlig riktning.